# Neoregelia pernambucana
Neoregelia pernambucana là một loài thực vật có hoa trong họ Bromeliaceae. Loài này được Leme & J.A.Siqueira mô tả khoa học đầu tiên năm 2000.